# Melonite
La melonite è un minerale appartenente al gruppo omonimo.